# استنفیلد (آریزونا)
استنفیلد (به انگلیسی: Stanfield) یک منطقهٔ مسکونی در ایالات متحده آمریکا است که در شهرستان پاینال، آریزونا واقع شده‌است. استنفیلد ۱۰٫۲۲ کیلومتر مربع مساحت و ۱٬۹۶۱ نفر جمعیت دارد و ۳۹۷ متر بالاتر از سطح دریا واقع شده‌است.